# Aspidoscelis cozumelae
Espèce
Synonymes
- Cnemidophorus deppei var. cozumelae Gadow, 1906
- Cnemidophorus cozumelus Gadow, 1906
- Cnemidophorus cozumelae Gadow, 1906

Aspidoscelis cozumelae est une espèce de sauriens de la famille des Teiidae.

## Répartition
Cette espèce est endémique du Quintana Roo au Mexique.

## Description
C'est une espèce parténogénique.

## Publication originale
- Gadow, 1906 : A contribution to the study of evolution based upon the Mexican species of Cnemidophorus. Proceedings of the Zoological Society of London, vol. 1906, p. 277-375 (texte intégral).